# 미모사 (칵테일)

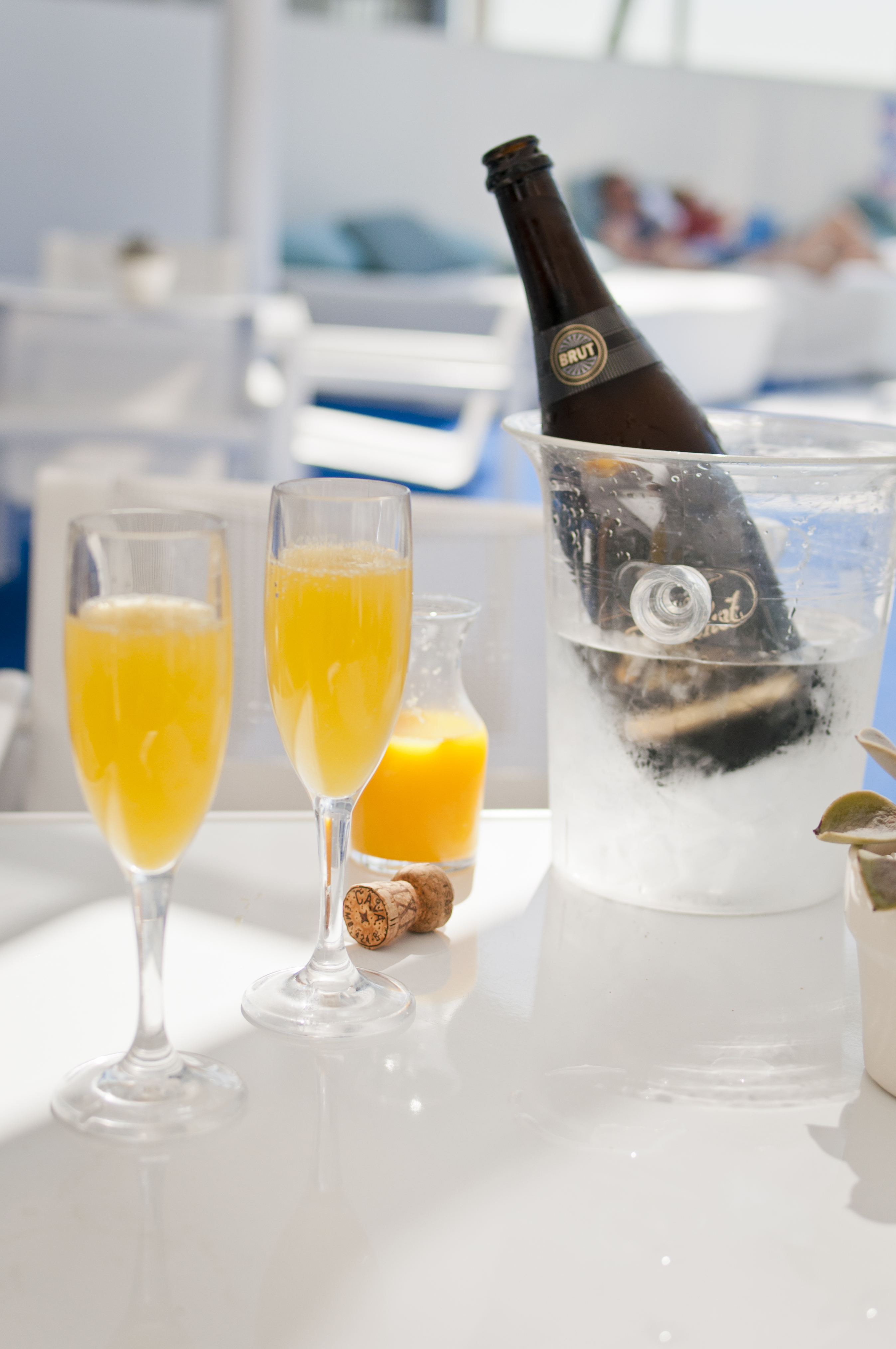

미모사(Mimosa) 칵테일은 샴페인(또는 기타 발포성 포도주)과 차가운 귤열매 즙(보통 오렌지 즙)으로 구성된다. 브런치, 결혼식과 같은 축제 행사에서 또는 일부 여객 철도 및 항공사의 비즈니스 또는 일등석 서비스의 일부로 키가 큰 샴페인 플루트에서 종종 제공된다. 혼합비율은 다양하다.

## 역사
칵테일의 이름은 노란색 꽃이 피는 미모사 식물인 아카시아 딜바타(Acacia dealbata)의 이름을 따서 명명되었다. 칵테일의 기원은 불분명하며 원래는 "샴페인 오렌지"라고 불렸다. 어떤 사람들은 미모사 칵테일을 만든 파리 리츠(Paris Ritz)의 바텐더이자 칵테일 작가인 프랭크 마이어(Frank Meier)에게 감사를 표한다. 그러나 그의 발명품에 대한 특별한 상징이 있는 혼합 음료에 관한 마이어의 1934년 책에서는 미모사에 이 기호를 사용하지 않는다. 미모사는 Buck's Fizz라는 칵테일의 변형으로 간주될 수도 있고 그 반대의 경우도 가능하다. 국제 바텐더 협회는 단순히 미모사가 "벅스 피즈(Buck's Fizz)라고도 알려져 있다"고 말한다. 미모사는 1960년대 미국에서 인기를 끌었다. 시드니 모닝 헤럴드에 게재된 뉴스 기사는 엘리자베스 2세 여왕이 남프랑스를 방문한 후 버마의 얼 마운트배튼(Earl Mountbatten)이 그녀에게 소개한 미모사를 마시는 것에 대해 썼다.